# Kunstmuseum van Estland
Het Kunstmuseum van Estland (in het Ests: Eesti Kunstimuuseum, afgekort: EKM) is een organisatie (stichting) in Estland die verscheidene kunstmusea in Tallinn beheert.

## Musea
- Kadriorgpaleis - gevestigd in het voormalig paleis van tsaar Peter de Grote. Het museum laat Europese kunst zien van de 16e tot de 20e eeuw.
- Sint-Nicolaaskerk - gevestigd in de oude Lutherse kerk. Het museum laat de kerkelijke kunst zien van de middeleeuwen tot de reformatie.
- KUMU - dit museum laat de Estse kunst zien van de 18e eeuw tot tegenwoordig. Hier bevinden zich ook de kantoren van de stichting.
- Mikkel Museum - dit museum laat Europese kunst en keramiek zien die in 1994 aan de stichting zijn gedoneerd door kunstverzamelaar Johannes Mikkel
- Adamson-Eric Museum - museum gewijd aan de Estse kunstenaar Adamson-Eric